# Betaherpesvirinae
Die Betaherpesvirinae bilden eine Unterfamilie der Virusfamilie Orthoherpesviridae. Sie besteht aus folgenden Gattungen (mit wichtigsten Virusspezies):
- Genus Cytomegalovirus

- Spezies Humanes Herpesvirus 5 (HHV-5) (alias Humanes Cytomegalievirus, HCMV, wiss. Cytomegalovirus humanbeta5, ehem. Typus)
- Spezies Pongines Herpesvirus 2 (PoHV-2, alias Schimpansen-Cytomegalievirus, wiss. Cytomegalovirus paninebeta2)
- Spezies Makaken-Herpesvirus 3 (alias Rhesus-Cytomegalovirus, RhCMV, wiss. Cytomegalovirus macacinebeta3)

- Genus Muromegalovirus[2] (bei Muridae)

- Spezies Murides Herpesvirus 1 (MuHV-1, alias Murines Cytomegalievirus, MCMV, wiss. Muromegalovirus muridbeta1, ehem. Typus)
- Spezies Murides Herpesvirus 2 (MuHV-2, alias Ratten-Cytomegalievirus Maastricht, RCMV, wiss. Muromegalovirus muridbeta2)
- Spezies Murides Herpesvirus 8 (MuHV-8, alias Ratten-Cytomegalievirus England/Berlin, RCMV, wiss. Muromegalovirus muridbeta8)

- Genus Proboscivirus[3]

- Spezies Elefanten-Betaherpesvirus 1 (wiss. Proboscivirus elephantidbeta1, ehm. Typus)
- Spezies Elefanten-Betaherpesvirus 3 (wiss. Proboscivirus elephantidbeta3)
- Spezies Elefanten-Betaherpesvirus 4 (wiss. Proboscivirus elephantidbeta4)
- Spezies Elefanten-Betaherpesvirus 5 (wiss. Proboscivirus elephantidbeta5)

- Genus Quwivirus

- Spezies Meerschweinchen-Herpesvirus 2 (Caviid betaherpesvirus 2, CavHV-2, wiss. Quwivirus caviidbeta2)
- Spezies Langflügelfledermus-Herpesvirus 1 (Miniopterus -Betaherpesvirus, MnBHV1, Quwivirus miniopteridbeta1)
- Spezies Tupaia-Herpesvirus 1 (TuHV-1, wiss. Quwivirus tupaiidbeta1)

- Genus Roseolovirus[4]

- Spezies Humanes Herpesvirus 6A (HHV-6A, wiss. Roseolovirus humanbeta6a, ehem. Typus)
- Spezies Humanes Herpesvirus 6B (HHV-6B, wiss. Roseolovirus humanbeta6a)
- Spezies Humanes Herpesvirus 7 (HHV-7, wiss. Roseolovirus humanbeta7)
- Spezies Suides Herpesvirus 2 (SuHV-2, wiss. Roseolovirus suidbeta2)